# Serres-Gaston
Serres-Gaston è un comune francese di 397 abitanti situato nel dipartimento delle Landes nella regione della Nuova Aquitania.

## Società

### Evoluzione demografica
Abitanti censiti